# 上条憲太郎
上条 憲太郎（かみじょう けんたろう、1901年 - 1977年）は、日本の教育者、長野県教育長などを歴任した。

## 経歴
長野県東筑摩郡笹賀村（現在の松本市笹賀）に生まれ、松本高等学校 (旧制)から東京帝国大学文学部へ進んだが、在学中に満州へ渡り南満州鉄道が運営する鞍山の中学校で教鞭を執った。1926年に復学して美学芸術学を専攻し、卒業後、静岡県や千葉県での教職を経て、1940年長野中学校校長、1944年長野青年師範学校校長などを歴任した。
第二次世界大戦後の1946年には信濃教育会会長となったが、第22回衆議院議員総選挙に際して、組織内候補者への応援が選挙違反に問われ5か月で会長職を辞任した。その後、1955年に長野県教育長に就任し、折から教員の勤務評定が全国的に教育現場の問題となる中、「長野方式」と称される方式の導入を主導した。
1971年、新設された松本保育専門学校の初代理事長となり、翌1972年にはこれを改組した松本短期大学の開学を果たした。

## 人物
上条は、「豪放な半面、軽妙しゃだつ」な人柄と評され、風貌も「みるからに豪快」であったという。また、酒豪として知られ、ヘビースモーカーでもあった。
上条は信濃教育会の機関誌『信濃教育』には頻繁に寄稿していたものの、本格的な著作は残さなかったが、随筆集『蛙の目玉 : 随想』（1962年）と『寒庭』（1968年）がまとめられている。また、松本市立開明小学校の校歌の作詞も手がけた。